# Phyllanthus caespitosus
Phyllanthus caespitosus là một loài thực vật có hoa trong họ Diệp hạ châu. Loài này được Brenan miêu tả khoa học đầu tiên năm 1967.